# 負ケラレマセン勝ツマデハ
『負ケラレマセン勝ツマデハ』（まけられませんかつまでは）は、坂口安吾の随筆・評論。税金滞納で家財道具と蔵書を差押えられた安吾が、国税庁を相手に闘いを起こした記録である。1951年（昭和26年）6月、雑誌『中央公論文芸特集』（第8号）に掲載された。
1958年（昭和33年）には、同作を原作とし製作・公開された豊田四郎監督の日本の長篇劇映画もある。

## 収録書籍
- 『定本坂口安吾全集 第8巻 評論 II』（冬樹社、1969年10月15日）
  - 解説：奥野健男。解題：関井光男。作家論：松本清張
- 『坂口安吾全集16』（ちくま文庫、1991年7月24日） ISBN 448002476X
  - 解説：中村雄二郎「探偵モラリスト」。解題：関井光男
- 『坂口安吾全集12』（筑摩書房、1999年1月20日） ISBN 4480710426
  - 解題・校異：関井光男。
  - 付録・月報9：赤坂憲雄「百姓という喩、魂の笑い」〈解説〉、立松和平「立松和平」〈エッセイ〉、〔匿名〕「安吾的文体の魅力／安吾地下へモグる」〈回想・同時代評〉、柄谷行人「坂口安吾について（9）ファルス」〈連載〉
  - ※ 坂口安吾の直筆原稿を翻刻した唯一の版。

## 映画
『負ケラレマセン勝ツマデハ』（まけられませんかつまでは）は、同名のエッセイを原作に1958年（昭和33年）製作、同年1月9日公開、豊田四郎監督による日本の長篇劇映画である。製作東京映画、配給東宝。
坂口安吾原作の発表から6年後の1957年（昭和32年）に東宝系の映画製作プロダクション東京映画で同作の映画化が企画されたものである。
2006年（平成18年）、東京・渋谷と新潟市で行われた「坂口安吾映画祭」で上映された。

### ストーリー
舞台は東京の新開地。社長・岡見久吉（森繁久彌）が経営する会社「幌・内張株式会社」は、自動車やオート三輪の幌を取り替えることが主たる営業品目で、従業員は1名、重役陣は久吉の一族郎党である。社長以下重役が主体になって働き、1名の従業員は小僧の仁吉（山遊亭金時）である。絵に描いたような小企業である。
久吉の経営者としての目下最大の悩みは「税金」である。昨年度は社長の久吉が病に臥せり、経常赤字であったにもかかわらず税務署は不当な税金を徴収した、と怒り狂い、久吉は頑として払わなかった。一難去ってまた一難、久吉が競輪場へ憂さ晴らしに出かけた留守を見計らい、税務署の役人（瀬良明、須永康夫）が乗りこみ、商売道具、家財道具かまわず「差押札」を張りまくって帰っていった。
社長夫人のはつ枝（望月優子）の妹の友川お仙（淡島千景）は、町内で店「鮨仙」を経営していた。その店の客に、税吏の松井圭吉（小林桂樹）という男が通っていて、お仙に気があることを知ったはつ枝は、税法のウラを聞き出すようにお仙に頼んだ。色仕掛けで聞き出すが、やがて松井はお仙に騙されたことを知ると、税吏の苦しさをお仙に語るのだった。お仙はその姿に惹かれる。
いよいよ税務署が久吉の会社を訪れる日が来た。猛練習した想定問答集を手に久吉は大演説をぶとうとするが、総務課長の堀部（藤村有弘）と税吏の松井の慣れた調子に圧倒された。久吉は、昨年度の赤字であることから税金免除の対象であることを主張するが、税務署サイドは異議申立を法律通りに行え、と主張、解決はしなかった。しかし差し押さえはやってくる。差し押さえ隊に松井の姿はなかった。税務署を辞め、結婚するらしい。
がらんどうになってしまった幌・内張株式会社本店。久吉社長は、差し押さえですべて納税したわけで、多少さびしいが、これまで通り働こうと決意を新たにした。

### キャスト
- 森繁久彌 - 岡見久吉 (自動車内張屋)
- 望月優子 - はつ枝 (岡見久吉の妻)
- 三遊亭小金馬 （のちの三遊亭金馬） - 康夫 (岡見久吉の息子)
- 野添ひとみ - 絹子 (岡見久吉の娘)
- 淡島千景 - 友川お仙 (鮨仙の女主人、はつ枝の妹)
- 伴淳三郎 - 山本直助 (古綿打直し屋)
- 乙羽信子 - お玉 (山本直助の妻、はつ枝とお仙の妹)
- 柏木純一 - 伸一 (山本直助の子、小学六年生)
- 小林桂樹 - 松井圭吉 (税吏)
- 有島一郎 - 丸子太平 (印形店主)
- 内海突破 - 係長・谷山
- 小桜京子 - 小女・お花
- 山遊亭金時 （のちの2代目 桂文朝） - 小僧・仁吉
- 一竜斎貞鳳 - ブローカー・秋山
- 馬野都留子 - 町の人A
- 一万慈鶴恵 - 町の人B
- 左卜全 - 外山 (金貸し元閣下)
- 中村是好 - 受付の老人
- 千葉信男 - 若い係
- 横山エンタツ - 主任
- 芦田伸介 - 課長
- 沢村いき雄 - 部長
- 藤村有弘 - 総務課長の堀部
- 瀬良明 - 税務署員A
- 須永康夫 - 税務署員B
- 江戸家猫八 - 予想屋
- 田中章三 - そば屋

### スタッフ・作品データ
- 製作（プロデューサー） : 佐藤一郎
- 監督 : 豊田四郎
- 原作 : 坂口安吾
- 脚本 : 八住利雄
- 撮影 : 安本淳
- 美術 : 河東安英
- 録音 : 西尾昇
- 照明 : 高島利雄
- 編集 : 岩下広一
- 音楽 : 芥川也寸志
- スチール : 橋山愈
- 監督補佐 : 中村積
- 助監督 : 鈴木荘蔵
- 製作主任 : 大久保欣四郎
- 製作 : 東京映画
- フォーマット : 白黒映画 - 東宝スコープ（2.35:1） - モノラル録音
- 同時上映 : 『乾杯!見合結婚』（東京映画作品、原作：摂津茂知、監督：瑞穂春海、主演：香川京子）